# タングステン酸ジルコニウム
タングステン酸ジルコニウム（タングステンさんジルコニウム、英: Zirconium Tungstate, Zr(WO4)2, ZrW2O8）は、金属酸化物の一つであり、いくつかの珍しい物性をもつ。常圧で ZrO2 と WO3 を反応させて生じる相は準安定な立方晶相であり、「負の熱膨張材料」である。すなわち、広い温度範囲において熱すると膨張するのではなく収縮する。ZrW2O8 の熱膨張率は等方的かつ広い温度範囲 (−273〜777 °C) において絶対値が大きく（平均膨張率 −7.2×10−6 K−1）、他の負の熱膨張率を示すセラミックスのほとんどとは対照的である。高圧下では他にも様々な相が生じる。

## 立方晶相
立方晶タングステン酸ジルコニウム (α-ZrW2O8) は、いくつか知られているタングステン酸ジルコニウムの相の一つで、おそらく負の熱膨張材料としては最も研究の進んでいる物質の一つである。この物質は、それまでに類を見ないほど広い、 0.3 K から熱分解点である 1050 K までの温度範囲で連続的に収縮する。後述の通り立方晶構造をもつため、熱収縮は等方的、すなわちどの方向も同じ比率で収縮する。この物質がなぜこのように際立った負の熱膨張を示すのかについては、未だ多くの研究が続けられている。
この相は室温では、二元酸化物である ZrO2 と WO3 に対して熱力学的に不安定だが、これら二つの酸化物を量論比で混合しおよそ 900 °C まで熱したのちに室温まで急冷することにより合成することができる。
立方晶タングステン酸ジルコニウムの構造は頂点共有する ZrO6 八面体と WO4 四面体を構造単位とする。その珍しい熱膨張特性は、剛体単位モード (RUM) と呼ばれる、多面体構造単位の連成回転を伴う振動モードが収縮を引き起こすことに由来すると考えられている。

### 結晶構造の詳細

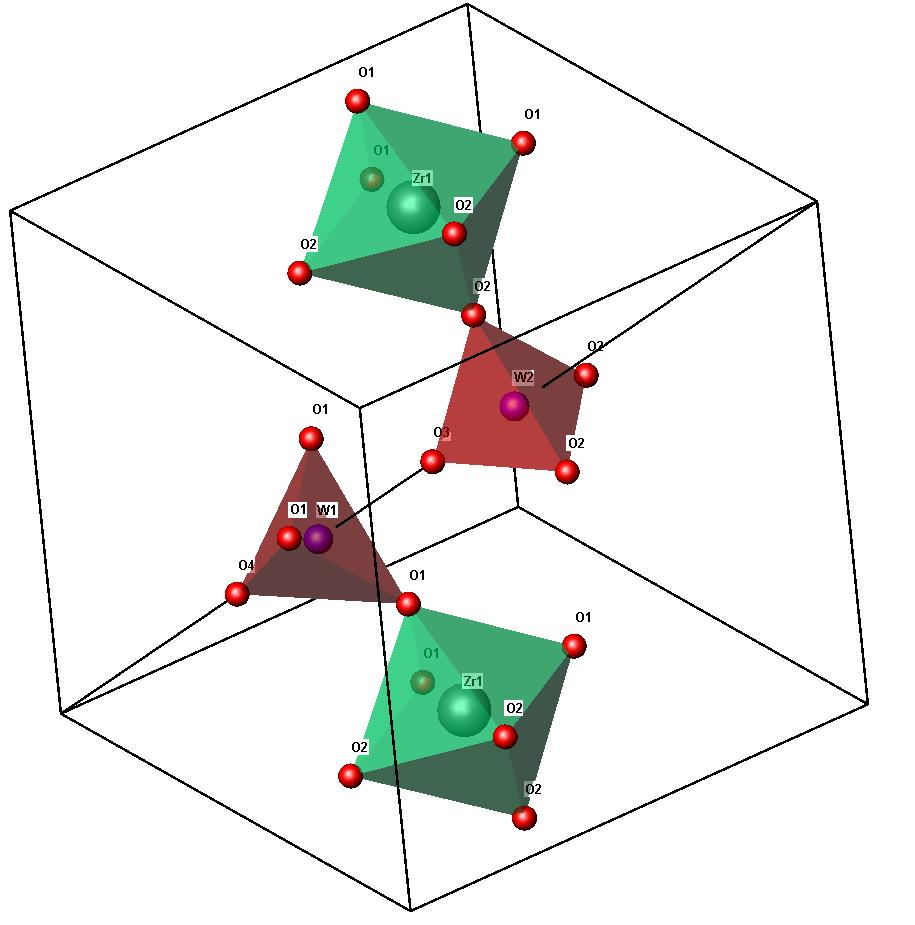
立方晶 ZrW_{2}O_{8} の結晶構造を図示したもの。2種類の構造単位、ZrO_{6} 八面体（緑）と WO_{4} 四面体（赤）が頂点を共有している。この図は、W_{2}O_{8} 構造単位が立方格子の対角線上に位置していることが見やすいよう、不完全な単位胞を示している。

立方晶 ZrW2O8 の結晶構造における原子団の配置は、単純な NaCl 型結晶構造と類似している。ZrO6 八面体が Na サイトを占め、 ZrW2O8 原子団が Cl サイトを占める。単位胞は辺の長さが 9.15462 Å の単純立方ブラベー格子で、44原子を内包する。
ZrO6 八面体は正八面体構造からわずかしか歪んでおらず、全ての酸素原子サイトは対称な関係にある。W2O8 単位は、互いに結合していない結晶学的に異なる2つの WO4 四面体からなる。これら2種類の四面体は異なる W-O 結合長および結合を持つ。WO4 四面体は1つの酸素原子が拘束されておらず（中心タングステン (W) 原子にしか結合していない）、他3つの酸素原子はジルコニウム原子とも結合している（すなわち頂点共有されている）ため、対称性が崩れており正四面体構造から歪んだ構造を持つ。
低温では結晶構造の空間群は P213 である。より高温ではタングステン酸原子団の配向の乱れから反転対称中心が生じ、相転移温度 (~180 °C) より高い温度では空間群は Pa3 となる。
八面体と四面体は酸素原子を共有して互いに結合している。図中の八面体と四面体が接している位置が共有される酸素原子のサイトである。四面体と八面体の頂点は酸素原子サイト、中心にはジルコニウムおよびタングステン原子サイトである。これら二つの構造は、共有頂点の酸素原子サイトを中心として、多面体構造そのものを歪ませることなく幾何学的に回転できる。特定の低周波固有振動モードにおいて、この回転運動が前述の RUM による収縮を引き起こすことが負の熱膨張の由来であると考えられている。

## 高圧下における構造
高圧下では、タングステン酸ジルコニウムはまずアモルファス相へ、次にジルコニウム原子とタングステン原子の秩序が乱れた八酸化三ウラン型相へと一連の相転移を生じる。

## タングステン酸ジルコニウム-銅複合系[3]
熱間等方圧加圧法 (HIP) により、ZrW2O8-Cu 複合系を作成することができる。1997年、C. Verdon および D.C. Dunand は粒径の近いタングステン酸ジルコニウム粉末と銅粉末を銅コーティング済み低炭素鋼缶中で圧力 103 MPa、温度 600 °C で3時間 HIP を行った。チタニウムゲッターポンプで真空に引いたクォーツ試験管中で、同じ粉末混合物に同じ 600 °C で3時間、（圧力を加えず）熱処理のみを行う対照実験も行われた。

Verdon & Dunand (1997) より、XRD スペクトル。

Verdon & Dunand (1997) より、推測されるタングステン酸ジルコニウム-銅複合系を HIP 処理した際の反応機構

論文に示された X線回折 (XRD) 実験結果を図に示す。(a) は未処理のタングステン酸ジルコニウム粉末、(b) は対照実験結果、(c) が HIP 処理の結果である。スペクトル (c) では図中左に位置する ZrW2O8 ピークが無くなっており、新たな相が生じていることが見てとれる。一方、対照実験では ZrW2O8 は一部しか分解していない。
Cu, Zr, W を含む複合酸化物が生じていると考えられるが、制限視野回折 (SAD) により反応後に Cu2O が凝結していることが明らかになっている。図示するように、二つの並行過程からなるモデルが推測されている。(b) タングステン酸ジルコニウムが分解し、高温化での低い酸素分圧から酸素原子が失われ Cu2O が生じる。 (c) 銅がタングステン酸ジルコニウム中に拡散し、冷却中に酸素を吸収して新たな複合酸化物を生じる。
Cu2O は数少ない、非常に高価な貴金属酸化物に次いで非常に安定であり、ZrW2O8 よりも安定であると考えられるため、速度論支配の反応を考慮しなければならない。例えば、反応時間を短くし、温度を下げることにより、反応中の酸化物の異る相により引き起こされる残留応力が緩和することになり、酸化物粒子の剥離による熱膨張率の増加につながるのかもしれない。